# Tony Tony Chopper
Tony Tony Chopper a One Piece című mangában és animében a Szalmakalapos kalózok hajóorvosa, és kabalája. Vérdíj a fejére 50 beli az anime 320. epizódjától a 746. epizódjáig, míg a mangában a 435. fejezettől a 801. fejezetig. Vérdíj a fejére 100 beli az anime 746. epizódjától és a manga 801. fejezetétől.